# Isidro Nozal
Pour le peintre français, voir Alexandre Nozal.
Pour les articles homonymes, voir Nozal et Vega (homonymie).
Nozal  Vega est un nom espagnol. Le premier nom de famille, en général paternel, est Nozal ; le second, en général maternel, souvent omis, est Vega.
Isidro Nozal Vega (né le 18 octobre 1977 à Barakaldo) est un coureur cycliste espagnol.

## Biographie
Il passe professionnel en 1999 au sein de l'équipe cycliste ONCE. Il se révèle aux yeux du grand public sur le Tour d'Espagne 2003 en remportant 2 étapes et en terminant 2e du classement général final. Longtemps leader de ce Tour d'Espagne et ayant une avance lui permettant d'envisager la victoire finale, il n'est que 43e du dernier contre-la-montre qui se dispute en côte et cède alors le maillot de leader à Roberto Heras. En 2020, son directeur sportif de l'époque Manolo Saiz attribue cet échec à une peur de gagner et un surplus de pression.
L'année suivante, il sera un peu plus en retrait malgré une 7e au classement général du Tour d'Espagne 2004. 
En 2006, il est cité dans l'affaire Puerto.
Le 18 septembre 2009, il est provisoirement suspendu par l'UCI pour avoir été contrôlé positif à l'EPO CERA avant le départ du Tour du Portugal, le 3 août 2009. En juillet 2010, il est condamné à deux ans de suspension.
Le 30 septembre 2014, il est victime d'un grave accident de la route au volant de sa voiture. Deux mois plus tard, son état de santé évoluait favorablement.

## Palmarès

### Palmarès amateur
- 1992
  - 2e du championnat d'Espagne sur route cadets
- 1996
  - 2e étape du Tour du Goierri
  - 3e du Tour du Goierri
- 1998
  - 2e étape du Tour de Palencia
  - 2e de la Prueba Alsasua
  - 3e du Tour de la Bidassoa

### Palmarès professionnel
- 2001
  - 2e du Grand Prix International CTT Correios de Portugal
- 2002
  - 4e étape du Tour de France (contre-la-montre par équipes)
  - 2eb étape de la Clásica de Alcobendas (contre-la-montre)
  - 3e étape du Tour de Burgos (contre-la-montre par équipes)
- 2003
  - 1re (contre-la-montre par équipes), 6e (contre-la-montre) et 13e (contre-la-montre) étapes du Tour d'Espagne
  - 2e du Tour d'Espagne
  - 4e du championnat du monde du contre-la-montre
- 2004
  - 7e du Tour d'Espagne

### Résultats sur les grands tours

#### Tour de France
3 participations
- 2002 : 38e
- 2003 : 72e
- 2004 : 73e

#### Tour d'Italie
1 participation
- 2001 : 68e

#### Tour d'Espagne
3 participations
- 2003 : 2e, vainqueur des 1re (contre-la-montre par équipes), 6e et 13e (2 contre-la-montre) étapes  maillot or pendant 16 jours
- 2004 : 7e
- 2005 : abandon (10e étape)